# Бленкур
Бленкур (фр. Blincourt) насеље је и општина у североисточној Француској у региону Пикардија, у департману Оаза која припада префектури Клермон.
По подацима из 2011. године у општини је живело 115 становника, а густина насељености је износила 40,78 становника/km². Општина се простире на површини од 2,82 km². Налази се на средњој надморској висини од 88 метара (максималној 98 m, а минималној 69 m).

## Демографија
| 1962. | 1968. | 1975. | 1982. | 1990. | 1999. | 2011. |
| ----- | ----- | ----- | ----- | ----- | ----- | ----- |
| 53    | 78    | 73    | 65    | 45    | 76    | 115   |

График промене броја становника у току последњих година